# ضباعه بن زبیر
ضباعه بن زبیر (به عربی: ضباعة بنت الزبیر) همسر مقداد بن عمرو و دختر عموی محمد است که به جهت نقل روایت از محمد، در شمار معدود راویان حدیث از پیامبر اسلام است. ازدواج و علت آن محل مثال بسیاری از منابع برای خوی اشرافی گری در اعراب صدر اسلام و تلاش محمد برای از بین بردن آن سنت قرار گرفته‌است. از ضباعه ۲ فرزند به نام‌های کریمه و معبد گزارش شده‌است.

## نسب
نسب او را ضباعه بن زبیر بن عبدالمطلب بن هاشم گزارش کرده‌اند. پدرش زبیر بن عبدالمطلب است که از بزرگان مکه و اشراف قریش است. از او سه فرزند به نام‌های عبدالله، ام‌حکیم و ضباعه به دنیا آمد که مادر همگی‌شان عاتقه - دختر دائی عبدالمطلب- بوده‌است. نسب مادر ضباعه را عاتقه بنت ابووهب بن عمرو بن عائذ مخزومی است. ضباعه دختر عموی محمد پیامبر اسلام بود.

## سرگذشت
از ضباعه به عنوان سبقت گیرندگان در پذیرش اسلام یاد شده‌است. او از مهاجرین به همراه مسلمانان به مدینه بود. بر اساس گزارشی که واثفی در کتاب همگام با پیامبر در حجة الوداع آورده‌است، محمد برای سفر حجة الوداع علاوه بر همسران خود، تمام زنان قوم خویش را نیز همراه کرده‌است که در این میان ضباعه بن زبیر نیز بوده‌است.

### ازدواج
در منابع اسلامی همچون ازهار بستان الناظرین، آمده‌است که وی توسط محمد به عقد مقداد بن اسود کندی درآمد. در خصوص این ازدواج، از محمد گزارش شده‌است که من ضباعه را به عقد مقداد در نیاوردم مگر برای اینکه مردم موضوع ازدواج را سهل و آسان بگیرند. در این خصوص آورده‌اند که شأن و منزلت ضباعه از مقداد بالاتر بوده‌است و این ازدواج برای رفع این اختلاف طبقاتی و اشرافی گری در رسم اعراب بوده‌است. بر اساس روایتی از جعفر صادق، مقداد فردی عامی بود و این مسئله اجماعی بود در حالی که ضباعه از اشراف قریش محسوب می‌شد. بر اساس روایتی دیگر، مقداد غلامی بود که به عقد زن آزادی درآمده‌است. در خصوص پیامدهای این ازدواج آورده‌اند که اعراب پس از مشاهده رفتار محمد نسبت به بردگان و ازدواج آنان به یکدیگر، به تاسی به محمد، و با توجه به سخنان محمد پس از عقد ازدواج ضباعه و مقداد که گفته بود اگر کسی از این سنت محمد رویگردان شود، از او نیست؛ نسبت به سنت‌های جاهلی زمان خود که ازدواج با غیر هم شأن و منزلت را عار می‌دانستند، تجدید نظر کردند.
حاصل این ازدواج برای مقداد، فرزند پسری به نام معبد و دختری به نام کریمه بود. سرانجام کریمه مشخص نیست و فقط از راوی بودنش گزارش‌هایی در میان است و معبد نیز در میان سپاهیان عایشه در جنگ جمل بود که توسط سپاهیان علی بن ابی‌طالب کشته شد. برخی منابع نام ضباعه را برای دختر مقداد گزارش کرده‌اند. بنابر گزارشی که ابن حجر عسقلانی در کتاب تهذیب التهذیب گزارش می‌کند، ابن‌عباس، عایشه و عروه بن زبیر نقل کرده‌اند که برای زبیر بن عبدالمطلب نسلی باقی نماند جز از دخترش ضباعه و ام حکیم. سرانجام شوهر او مقداد نیز در سن هفتادسالگی و در سال ۳۳ ه‍.ق در منطقه جزف از دنیا رفت. بنابر گزارش‌هایی، ضباعه بعد از مرگ مقداد، با برادرخوانده او عبدالرحمن بن اسود ازدواج کرد.

## گزارش حدیث
از ضباعه، روایات بسیاری از محمد نقل شده‌است. بنابر گزارش‌های محمدباقر مجلسی، از محدثان شیعه امامیه، ضباعه یازده روایت از محمد نقل کرده‌است. یکی از روایات او، مهمترین دلیل منابع اهل سنت برای اثبات اشتراط تحلل در مراسم حج است. (که بر اساس آن اگر حج کننده در ابتدای احرام شرط کند که در شرایط بخصوصی بتواند از احرام خارج شود، می‌تواند حج را ترک کند) در این روایت، محمد به ضباعه در خصوص تحلل توضیحاتی می‌دهد. در مقابل برخی از اهل سنت نیز این حدیث صباعه را منسوخ یا ضعیف می‌دانند.